# Cheese Mites, or Lilliputians in a London Restaurant
Cheese Mites, or Lilliputians in a London Restaurant – brytyjski krótkometrażowy film z 1901 roku w reżyserii Waltera R. Bootha.

## Fabuła
Wąsaty klient restauracji zamawia kufel piwa. Po przyniesieniu piwa przez kelnera ów klient bierze jednego łyka tegoż i odstawia kufel z powrotem na stół. Po chwili na krawędzi kufla pojawia się siedzący mały człowiek, tenże zeskakuje z kufla i poczyna biegać po stole. Wąsaty jegomość początkowo jedynie zdziwiony takim cudakiem zaczyna zbierać się do śmiechu, gdy wtem po chwili spod jakiegoś naczynia na stole wyłaniają się kolejni mali ludzie, robiąc nieco zamętu na stole, to biegając, tańcząc lub tarzając się po jego blacie. Obserwując ten niezwykły widok wąsaty jegomość, to okazuje zdziwienie, to śmieje się do rozpuku.